# Жевнево
Жевнево — деревня в Истринском районе Московской области. Входит в состав Павло-Слободского сельского поселения. Население — 29 чел. (2010), в деревне 7 улиц.
Самая западная деревня поселения, находится примерно в 10 км на юго-восток от Истры, в 2,5 км южнее пгт Снегири, высота над уровнем моря 177 м.

## История
В XVI веке и до последней четверти XVII века селение входило в состав Городского стана Звенигородского уезда. В конце XVII века вотчина перешла в дворцовое ведомство, и все морозовские селения, в том числе и Жевнево, были отнесены к Московскому уезду. После ряда административных изменений конца XVIII века деревня оказалась в Звенигородском уезде. В начале XX века деревня состояла в Павловской волости Звенигородского уезда, постановлением президиума Моссовета от 14 января 1921 года, вместе с волостью, включена в состав Воскресенского уезда. В 1927 году был образован Рождественский сельсовет, и Жевнево включили в его состав. Постановлением президиума ВЦИК от 14 января 1929 года уезды были упразднены, село вошло в состав Воскресенского района Московского округа Центрально-Промышленной области (с 3 июня 1929 года — Московская область). В ходе укрупнения сельсоветов 1950-х годов Рождественский сельсовет был упразднён, и Жевнево включили в состав Павло-Слободского совета.

## Население
| 2002 | 2006 | 2010 |
| ---- | ---- | ---- |
| 31   | ↗33  | ↘29  |